# Karl Hermann Frank
Karl-Hermann Frank (Karlsbad, 24 de enero de 1898 - Praga, 22 de mayo de 1946) fue un prominente oficial sudete-alemán, más tarde SS-Obergruppenführer y General de las Waffen SS y de la policía alemana en el Protectorado de Bohemia y Moravia (la Checoslovaquia ocupada por el Tercer Reich).

## Biografía
Frank nació en Karlovy Vary (actual República Checa, entonces parte del Imperio austrohúngaro) en el seno de una familia austriaca que se radicó en Karlsbad, en los Sudetes.
Durante su infancia, Frank fue de carácter pendenciero y en una reyerta su oponente le hizo perder un ojo por lo que tuvo que usar una prótesis el resto de su vida.
Intentó estudiar derecho en la Universidad de Praga, no tuvo éxito en su empeño; e intentó realizar varios negocios que fueron una sucesión de fracasos comerciales.
Al estallar la Primera Guerra Mundial prestó servicio en el ejército austrohúngaro y tras el fin del conflicto volvió a su ciudad natal, dedicándose a una librería editorial donde solo cosechó más fracasos personales. Frank desarrolló en esta etapa de su vida una marcada animadversión hacia los checos, a quienes culpaba de sus infortunios.
Contrajo matrimonio con Anne Müller en 1925.
Militó en agrupaciones de extrema derecha de la minoría étnica alemana en la entonces Checolovaquia. A inicios de la década de 1930 entró en el Partido Alemán de los Sudetes, donde Frank sostuvo la posición más extrema de reclamar la anexión de la región checa de los Sudetes al Tercer Reich. 

### Carrera política
Tuvo una vida política muy activa a partir de 1933, en que ocupó el cargo de vicepresidente del Partido Alemán de los Sudetes, siendo superado en la jerarquía solo por Konrad Henlein, y convirtiéndose en diputado en el Parlamento de Praga. En 1938, se unió a las SS y promovió preliminarmente que se aceptase la anexión de los Sudetes por Alemania en el llamado Pacto de Múnich.
Karl Hermann Frank encabezó pronto el partido nazi de los Sudetes, en sustitución de Henlein, y una vez realizada la invasión alemana de Checoeslovaquia el 15 de marzo de 1939, fue nombrado Secretario de Estado del recién creado Protectorado de Bohemia y Moravia, en el gobierno de Konstantin von Neurath, un nazi proclamado Reichsprotektor, puesto que le permitió acceder a la administración del Protectorado. La política blanda de von Neurath desencadenó una serie de atentados y desprestigio del régimen que encolerizó a Hitler, quien ordenó a Himmler la inmediata destitución de von Neurath. 
Poco después, von Neurath fue sustituido por el inteligente y duro jefe de las SS, Reinhard Heydrich, como Reichsprotektor por decisión expresa de Hitler debido a que von Neurath mostraba un liderazgo "blando" con respecto a la población checa. Frank ocupó un lugar secundario tras Heydrich.

### Crímenes
Karl Hermann Frank quedó como segundo al mando después de Reinhard Heydrich en el Protectorado de Bohemia y Moravia. Frank proporcionó datos, nombres de intelectuales checos que permitieron a Heydrich descabezar a los sindicatos ordenando la ejecución de unos 550 checos.  Frank mostró en todo momento una extrema sumisión a los designios de Heydrich y se transformó en su inseparable testaferro.
Con la muerte de Heydrich en mayo de 1942 tras la Operación Antropoide, Frank fue designado Reichsprotektor por Hitler, iniciando un periodo de renovada opresión imitando las tácticas de Heydrich.  
Mientras se mantuvo en el poder, Frank fue cómplice de Kurt Daluege en la matanza de Lídice y Ležáky por orden directa de Hitler en 1942 como represalia por la Operación Antropoide; en esa misma oleada de represión brutal Frank ordenó arrestar a más de 3.000 personas y ejecutar a 1.357 ciudadanos checos, la mayoría inocentes del asesinato de Heydrich, en lo cual fue secundado por el nuevo jefe de las SS en el Protectorado, el brutal Kurt Daluege que actuaba bajo órdenes del nuevo Reichsprotektor. 
Frank conservó el poder hasta 1945 cuando el Ejército Rojo empezó a avanzar por Checoslovaquia. A fines de abril de 1945, al enterarse de la muerte de Hitler, Frank intentó mantener su régimen nazi en Bohemia, amenazando con "ahogar en un mar de sangre" todo intento de revuelta y dictando unas 1.357 ejecuciones.  Aun así la resistencia checa inició una sublevación, dando lugar a la Batalla de Praga, que terminó con la derrota de la guarnición alemana y la toma de la ciudad por partisanos checos y tropas del Ejército Rojo. 

### Juicio y ejecución
Frank huyó de Praga y fue apresado a mediados de mayo por tropas estadounidenses en Pilsen. El gobierno de EE. UU. entregó a Frank al gobierno checoslovaco, para que éste lo juzgase. Sentenciado a la pena de muerte por ahorcamiento, el 22 de mayo de 1946 fue ahorcado sobre un podio de una prisión de Praga, a la vista y presencia de una muchedumbre que le insultaba.
Su segunda esposa, Karola Blaschek (con quien se había casado en 1940), fue apresada por el Ejército Rojo y pasó once años en cautiverio soviético, durante los cuales sus tres hijos crecieron con padres adoptivos.

## Condecoraciones
- Premio al Largo Servicio del NSDAP en Oro y Plata.
- Cruz de Hierro (1939), de segunda clase.
- Cruz al Mérito de Guerra (1939) con Espadas de segunda y primera clase.
- Orden de la calavera SS y uso del anillo Totenkopf.